# Блаженко Лацкович
Блаженко Лацкович  (хорв. Blaženko Lacković, нар. 25 грудня 1980) — хорватський гандболіст, олімпійський чемпіон.

## Виступи на Олімпіадах
| Олімпіада   | Дисципліна | Місце |
| ----------- | ---------- | ----- |
| Афіни 2004  | гандбол    | 1     |
| Пекін 2008  | гандбол    | 4     |
| Лондон 2012 | гандбол    | 3     |